# Robert Ker Porter
Robert Ker Porter (Durham, 1777 – San Pietroburgo, 1842) è stato un diplomatico, viaggiatore e pittore scozzese.
Fratello minore della scrittrice Jane Porter, visitò Spagna, Portogallo e Russia e fu ambasciatore inglese in Venezuela. Invitato nel 1804 in Svezia da John Moore, nel 1817 si recò nel Caucaso e di qui in Albania e a Persepoli.

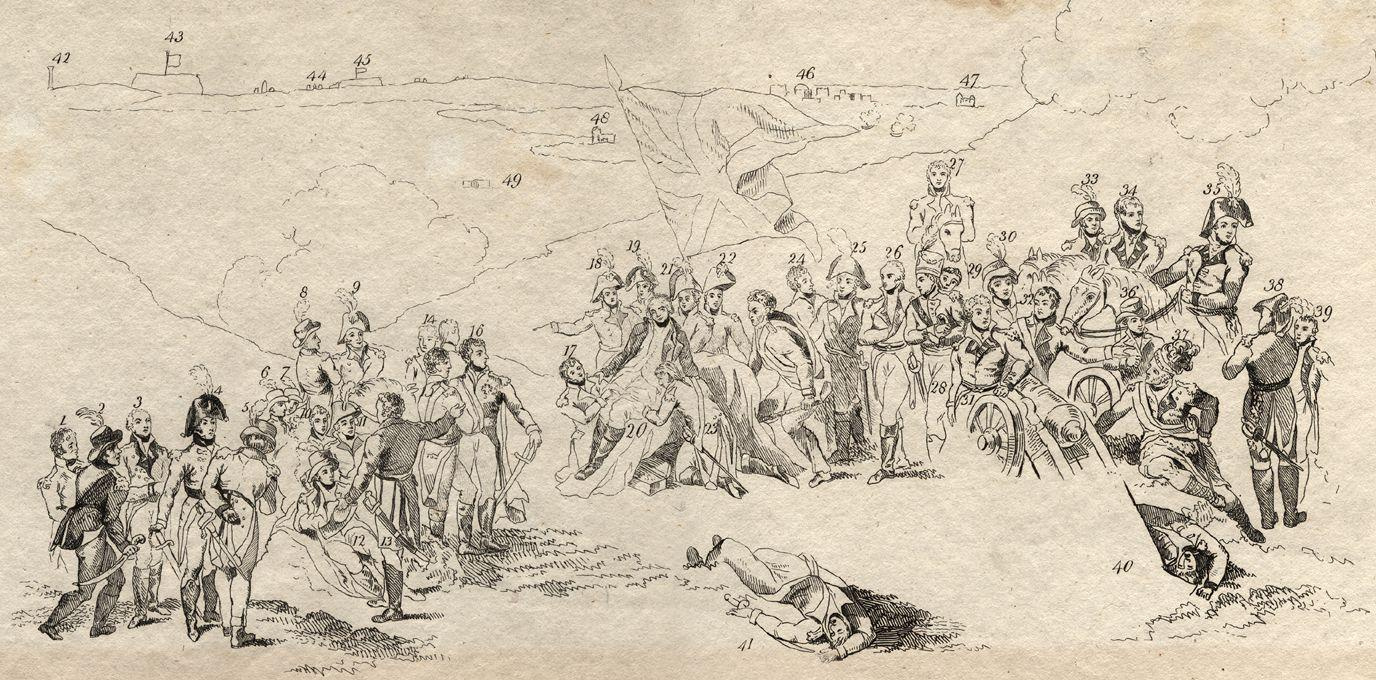
Un disegno di Ker Porter intitolato La morte del generale Sir Ralph Abercrombie

## Opere

### Scritti
- (EN)  Letters from Portugal and Spain written during the march of the troops under Sir John Moore., Hurst, Rees, and Orme, Londra, 1809
- (EN)  Travelling sketches in Russia and Sweden during the years 1805, 1806, 1807, 1808., Hopkins and Earle, Philadelphia, 1809
- (EN)  The costume of the inhabitants of Russia., J. Edington, Londra, (1810?):.
- (EN)  A narrative of the campaign in Russia during the year 1812. By Sir Robert Ker Porter., Andrus and Starr, Hartford, 1815
- (EN)  Travels in Georgia, Persia, Armenia, ancient Babylonia, &c. &c. during the years 1817, 1818, 1819, and 1820, Longman, Hurst, Rees, Orme and Brown, Londra, 1821–22